# Glocke St-Maudez (Duault)

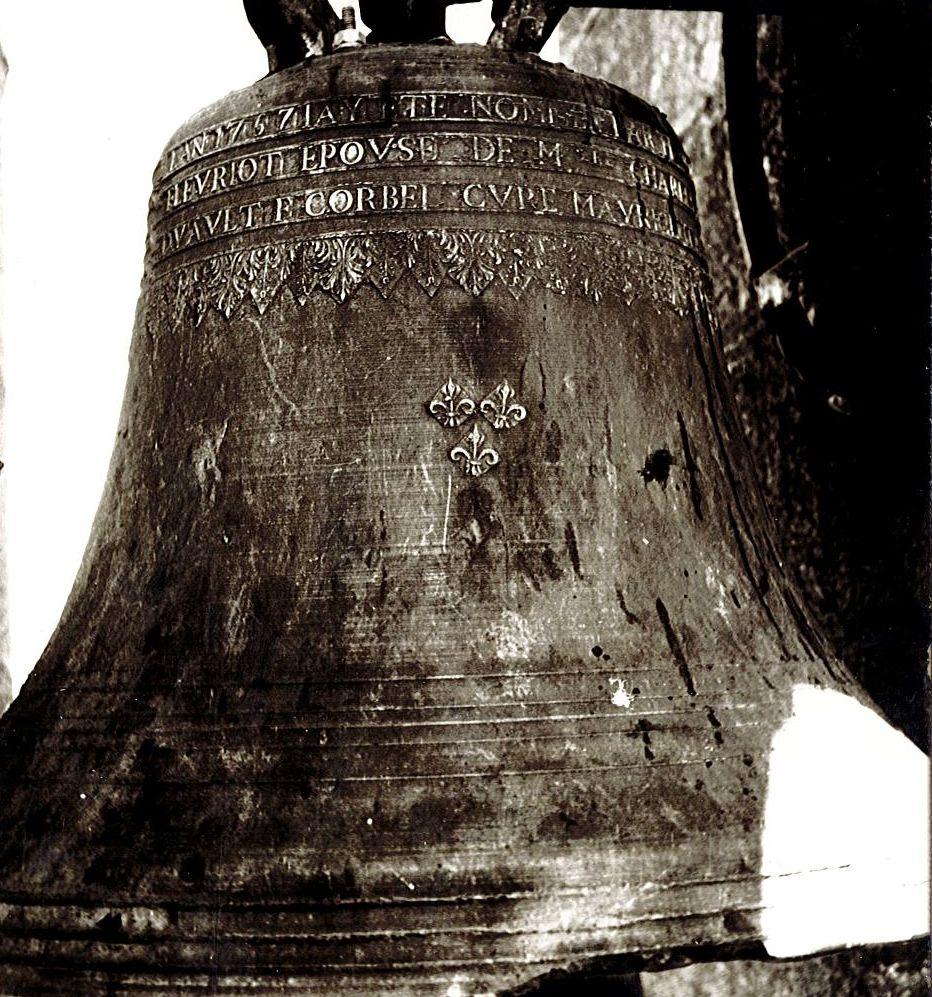
Glocke in der Kirche St-Maudez in Duault

Die Glocke in der Kirche St-Maudez in Duault, einer französischen Gemeinde im Département Côtes-d’Armor der Region Bretagne, wurde 1757 gegossen. Die Kirchenglocke aus Bronze ist seit 1974 als Monument historique in die Liste der geschützten Objekte (Base Palissy) in Frankreich aufgenommen.

## Beschreibung
Die Glocke ist 80 cm hoch und hat einen Durchmesser von ebenfalls 80 cm. Sie ist mit dem Namen des Glockengießers „JACQUOT JEAN“ signiert. 
Sie trägt folgende Inschrift 

„L'AN 1757 I'AI ETE NOMMEE PAR ME(SSI)RE PIERRE LOUIS DE GOETGOURDEN ET DAME CATHERINE IEANNE FLEURIOT EPOUSE DE ME(SSI)RE CHARLES EUGENE DU BOIS GELIN, ME(SSI)RE RENE MARIE DE K(ER)LEUGUY, Rr DE DUAULT, F. CORBEL CURE, MAURICE TALLEC FABRIQUE“

Drei Fleurs de lys schmücken die Außenseite.